# پرستواقیانوسی‌ها
پرستواقیانوسی (نام علمی: Anous) نام یک سرده از تیره کاکاییان است.

## گونه‌ها
- پرستواقیانوسی قهوه‌ای (Anous stolidus)
- پرستواقیانوسی سیاه (Anous minutus)
- پرستواقیانوسی کوچک (Anous tenuirostris)